# Photyna tomentosa
Photyna tomentosa är en skalbaggsart som beskrevs av Brenske 1897. Photyna tomentosa ingår i släktet Photyna och familjen Melolonthidae. Inga underarter finns listade i Catalogue of Life.